# Jasmine Walker
Jasmine Walker (Montgomery, 3 febbraio 1998) è una cestista statunitense, professionista nella WNBA.

## Carriera
È stata selezionata dalle Los Angeles Sparks al primo giro del Draft WNBA 2021 (7ª scelta assoluta).